# Hochbunker (Pasing)

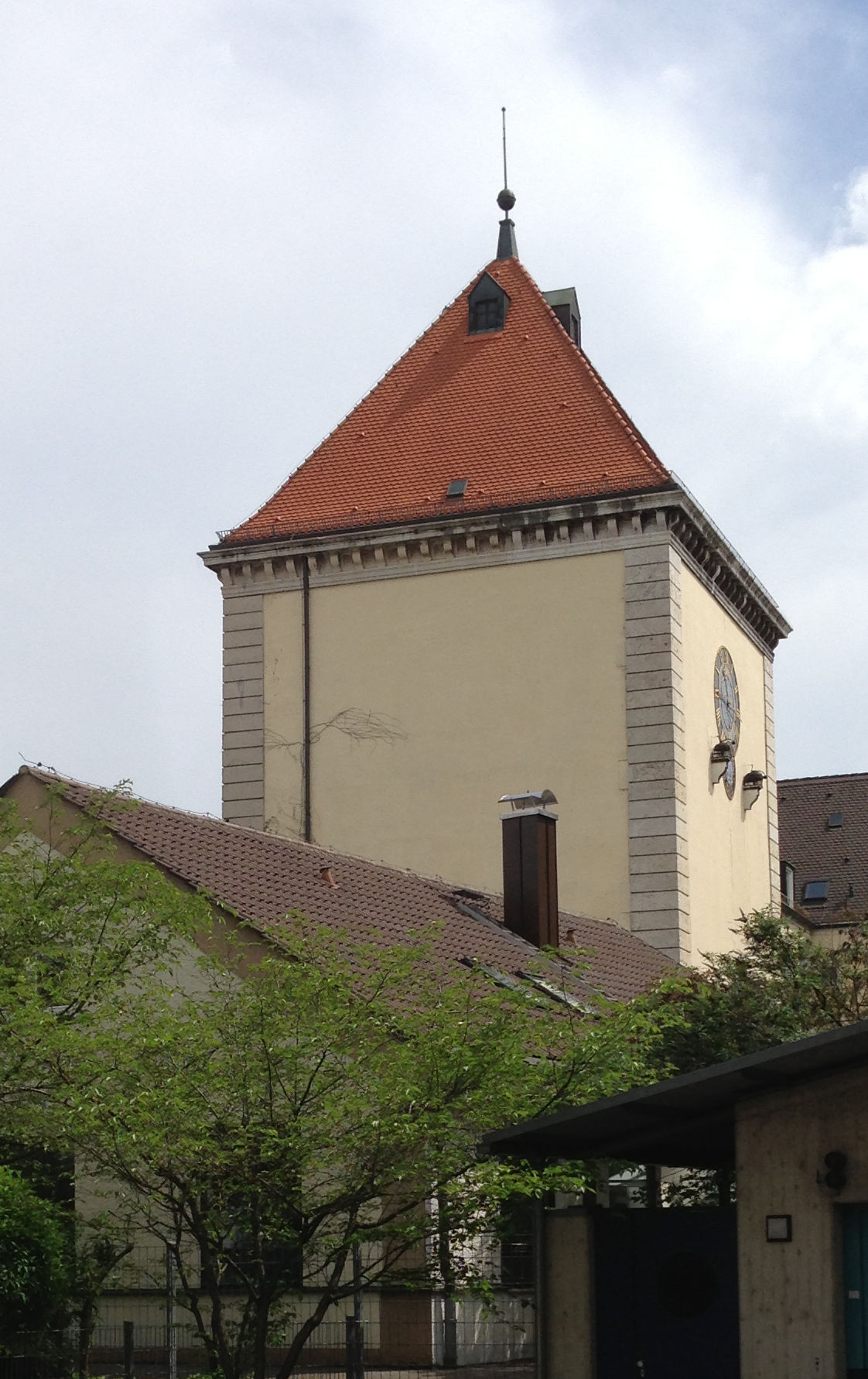
Hochbunker in Pasing

Der Hochbunker im Stadtteil Pasing der bayerischen Landeshauptstadt München wurde 1941/42 errichtet. Der Hochbunker an der Bäckerstraße 10 ist ein geschütztes Baudenkmal.

## Beschreibung
Der sechsgeschossige Massivbetonbau über quadratischem Grundriss wurde nach Plänen von Karl Meitinger als Luftschutzturm errichtet. Das Bauwerk trägt ein Zeltdach. Als Dekoration dient die Eckrustizierung, das Konsolentraufgesims und die Portaleinfassung. Die zweiläufige Treppe wird von Balustern begrenzt. An der Südseite befindet sich eine Uhr. 
Das Gebäude ist in Privatbesitz.